# Laszlo Szíjártó
Laszlo Szíjártó (Szany, 14 de septiembre de 1958-18 de julio de 2024) fue un futbolista y entrenador de fútbol húngaro que jugó en la posición de defensa.

## Carrera

### Jugador
| Periodo   | Club        |
| --------- | ----------- |
| 1978-1987 | Rába ETO    |
| 1987-1989 | SK Rum 1965 |
| 1989      | Koroncó FC  |

### Entrenador
| Periodo   | Club           |
| --------- | -------------- |
| 2000      | Pannonhalma SE |
| 2002-2003 | Mezőörs KSE    |

## Logros
- NB I (2): 1981-82, 1982-83
- Copa de Hungría (1): 1979